# موزه پاورهاوس
موزۀ پاورهاوس (به انگلیسی: Powerhouse Museum) شعبهٔ اصلی موزهٔ هنرهای کاربردی و علوم (به انگلیسی: Museum of Applied Arts & Sciences) (اختصاری MAAS) در سیدنی است، بقیه شامل رصدخانهٔ تاریخی سیدنی در تپۀ رصدخانه، و جدیدتر مرکز اکتشاف موزه‌ها در کسل هیل هستند. اگرچه اغلب به عنوان یک موزهٔ علم توصیف می‌شود، اما پاورهاوس دارای مجموعه‌های متنوعی است که شامل انواع فناوری‌ها از جمله هنرهای تزئینی، علم، ارتباطات، ترابری، لباس، مبلمان، رسانه، فناوری کامپیوتر، فناوری فضایی و موتورهای بخار است.
این موزه بیش از ۱۲۵ سال است که در قالب‌های مختلف وجود داشته‌ است، که قبلاً موزهٔ فناوری، صنعتی و بهداشتی نیو ساوت ولز (۱۸۸۲–۱۸۷۹ میلادی) و موزهٔ فناوری (اوت ۱۸۹۳ میلادی - مارس ۱۹۸۸ میلادی) نامیده می‌شد. از سال ۲۰۲۲ میلادی، این مجموعه شامل بیش از ۵۰۰٬۰۰۰ شیء جمع‌آوری شده در ۱۳۵ سال گذشته‌ است، که بسیاری از آن‌ها در مکانی که از سال ۱۹۸۸ میلادی اشغال کرده‌ است، نمایش داده شده یا نگهداری می‌شوند، و برای آن نامگذاری شده است – یک نیروگاه تراموا الکتریکی تبدیل شده در حومهٔ غرب داخلی آلتیمو، که در ابتدا در سال ۱۹۰۲ میلادی ساخته شد و یک مقصد گردشگری شناخته شده و محبوب سیدنی است. ساختمان به سبک-فدراسیون در فهرست میراث ایالتی دولت نیو ساوت ولز ثبت شده‌ است.
ساختمان فعلی، که توسط لایونل گلندنینگ به مناسبت دویستمین سالگرد استرالیا در سال ۱۹۸۸ میلادی طراحی شده، برندهٔ مدال سر جان سولمن برای معماری شد. این شامل یک سیستم بخار مشبک مخصوص نصب شده‌است که از دیگ بخار خانهٔ قدیمی اجرا می‌شود تا ماشین‌های بخار بزرگ و کمیاب مجموعهٔ خود را هدایت کند.